# توحید کتائب حوران
توحید کتائب حوران یک گروه شورشی در جنگ داخلی سوریه است. این گروه در استان درعا و قنیطره و در منطقه حوران فعالیت می‌کند. این گروه مجهز به موشک ضد تانک بی جی ام ۷۱ تاو است. سرهنگ محمد الترکمانی مؤسس این گروه در درگیری با وفادارانش کشته شد.